# Parque Nacional da Cangandala
O Parque Nacional da Cangandala é o menor parque nacional em Angola. Localiza-se na província de Malanje, a cerca de 50 km da capital da província e tem uma extensão de 630 km2. Foi criado para a protecção da Palanca Negra Gigante, o símbolo de Angola que se distingue pelos seus cornos excepcionalmente longos e pelas manchas brancas na face. Este animal, que se encontra em perigo de extinção, convive no parque com o bambi comum, o golungo, a sitatunga, o nunce, a pacaça e a palanca castanha.

## História
A Palanca Negra Gigante foi descrita apenas em 1916 e, durante quase meio século, era conhecida como pertencente a uma "terra ladeada por dois rios", um pedaço estreito de terra entre os rios Cuanza e Luando, que cedo foi destacado para protecção como Reserva Natural Integral do Luando. A descoberta de uma segunda população, embora muito mais reduzida perto da cidade da Cangandala nos finais da década de 1950, conduziu à proclamação da Reserva da Cangandala, subsequentemente promovida a categoria de Parque Nacional em 1963, sendo que o objectivo principal é o de proteger essa população-relíquia.

## Geografia
O parque foi criado tendo os rios Cuije e Cuque como limites a Norte e Sul respectivamente, e cobrindo uma área de aproximadamente 63.000 hectares (630 km2). Está localizado perto de Malanje, na província com o mesmo nome. As comunas de Culamagia, Caribo e Bembo estão situadas nos extremos do parque. 
A pluviosidade média anual é de 1 350 mm e a temperatura é de 21,5 ºC.

## Flora
Existem dois tipos de vegetação dominante, a floresta aberta e a savana com árvores e arbustos.  

## Fauna
Entre as várias espécies da sua fauna destacam-se a Palanca Negra Gigante, a Palanca Castanha, o Puku, a Inhala, a Cegonha, o Bambi, o Golungo, a Sitatunga, o Nunce, a Pacaça e ainda a Seixa. A lista de predadores inclui o Leão, o Leopardo, a Hiena Malhada e o Mabeco.  

## Estatuto Legal
O Parque Nacional da Cangandala foi inicialmente classificado como Reserva Natural Integral pelo Diploma Legislativo n.º 3374 de 25 de maio de 1963. As fronteiras foram posteriormente modificadas pelo Diploma Legislativo n.º 3529 aos 26 de dezembro de 1964, e foi subsequentemente estabelecido como Parque Nacional pelo Diploma Legislativo n.º 4017 de 25 de maio de 1970.